# Паоло Карліні
Паоло Карліні (італ. Paolo Carlini; 6 січня 1922, Сантарканджело-ді-Романья — 3 листопада 1979, Рим) — італійський актор театру і кіно.
За час своєї творчої кар'єри, яка тривала з 1940 по 1979 рік, знявся у 45-ти фільмах. Найбільш відомий невеликою роллю у фільмі «Римські канікули».
Паоло Карліні помер у віці 57 років від тромбозу. Після його смерті з'явились повідомлення про його гомосексуальні з'вязки з римо-католицькими священниками, зокрема з кардиналом Антоніо Марія Монтіні, майбутнім Папою Римським Павлом VI.

## Вибрана фільмографія
- 1953 — Римські канікули
- 1960 — Це почалось в Неаполі
- 1968 — Хроніка Анни Магдалени Бах